# 芳蘭大厝
芳蘭大厝，臺北市定古蹟，位於今大安區基隆路三段155巷174號，是臺北盆地四周近山地區僅存少數清代古宅之一，屋主陳振師為福建泉州安溪移民，於艋舺經營「芳蘭記船頭行」，在清嘉慶十一年（西元1806年）建造大宅，當時的格局是正身帶雙護龍，稱為「芳蘭大厝」，其後代又陸續建造另兩座大宅，分別稱為玉芳居與義芳居古厝，目前由國立臺灣大學管理中。